# ایلسا، ماده‌گرگ اس‌اس
ایلسا، ماده‌گرگ اس‌اس (انگلیسی: Ilsa, She Wolf of the SS) یک فیلم بهره‌کشی کانادایی دربارهٔ یک فرماندهٔ سنگدل و سیری‌ناپذیر جنسی اردوگاه زندان آلمان نازی است. از بازیگران این فیلم می‌توان به دیان تورن، جورج باک فلاور، اوشی دیگارد و کالین برنن اشاره کرد.